# Țigău
Țigău (węg. Cegőtelke) – wieś w Rumunii, w okręgu Bistrița-Năsăud, w gminie Lechința. W 2011 roku liczyła 430 mieszkańców.